# M921 Lobelia

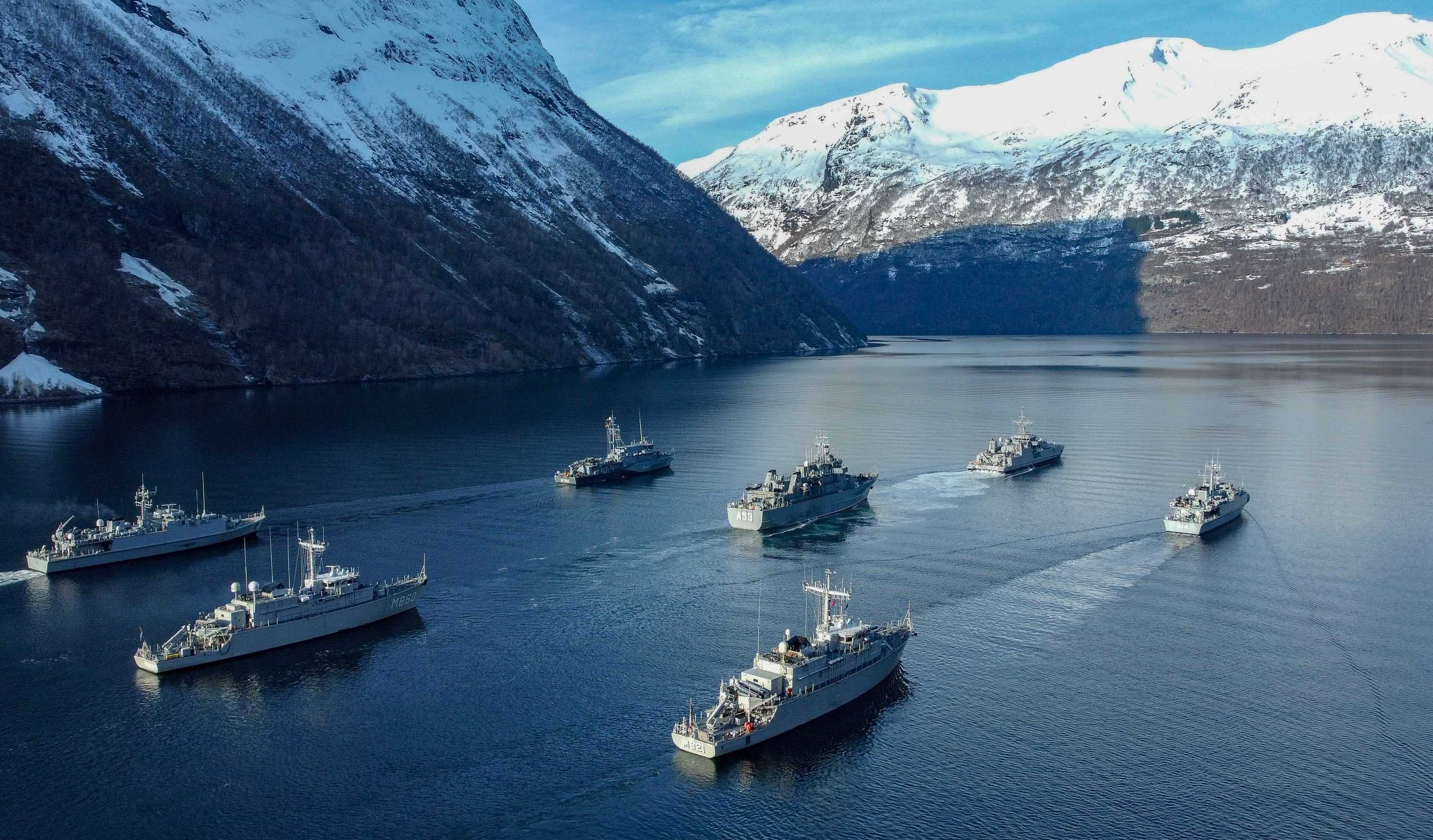
Vloot met de M921 Lobelia op de voorgrond van de lopende NATO Mine Countermeasures Group 1 in de Geirangerfjord in Noorwegen (9 maart 2022)

De M921 Lobelia is een Belgische mijnenjager van de Marinecomponent van de Belgische Strijdkrachten. Het schip behoort tot de Tripartiteklasse, in België ook aangeduid als Bellisklasse.
Het schip werd in 1988 te water gelaten op de Mercantile-Belyard-scheepswerf te Rupelmonde.  De stad Diest is peter van het schip. De scheepsdoop op 25 februari 1989 gebeurde door de echtgenote van toenmalig ere-burgemeester Jean Van de Kerckhof. De M919 Fuchsia (verkocht aan Frankrijk in 1993) werd diezelfde dag op dezelfde ceremonie gedoopt. De thuishaven van het schip is het Kwartier Marinebasis Zeebrugge. 

## Operationale inzet
In de zomer van 2011 verving de Lobelia in operatie Unified Protector de M923 Narcis, die de taken in de Libische kustwateren in de maanden daarvoor had uitgevoerd.
In het najaar van 2020 nam het schip deel aan de oefening Dynamic Mariner in de Middellandse Zee. Daarnaast was het schip regelmatig present bij de jaarlijkse NAVO-operatie Historical Ordnance Disposal, waar explosieven uit de Tweede Wereldoorlog in de Noordzee worden opgeruimd, en maakt het deel uit van de permanente vloot die ingezet wordt voor Standing NATO Mine Counter Measures Group 1. Zo voer de Lobelia in 2016 naar de kust van Normandië, waar het zeemijnen uit de Eerste en de Tweede Wereldoorlog moest opsporen en neutraliseren, en was het schip in het voorjaar van 2020 in Noorwegen voor operaties in het kader van de Mine Countermeasures Group 1. In juni 2022 ging het schip in groot onderhoud voor een periode van minstens 1 jaar.

### Bevelvoering
In de 20e eeuw werd het commando tussen 1989 en 2000 gevoerd door de 1LZ Goddyn, Depoorter, Nonneman, Saussezn Marangwa, Pÿnoo, Claus, Dandois, Paris en De Bode.
De eerste vrouwelijke bevelhebber van de Marinecomponent, 1LZ Pascale Van Leeuwen, voerde het commando over de Lobelia van 2009 tot 2010.  Zij werd in 2010 opgevolgd door 1LZ Yacin Nini die het commando voerde tot 2014. Van 2020 tot 2022 was gezagvoerder 1LZ Frédéric Boulanger.